# Donald Ray Simpson
Donald Ray Simpson (* 1932) es un botánico estadounidense.
- La abreviatura «D.R.Simpson» se emplea para indicar a Donald Ray Simpson como autoridad en la descripción y clasificación científica de los vegetales.[1]

## Obras
- Simpson, D.R. 1973. New species from South America, I- (Fieldiana: botany)

- Simpson, Donald R. 1976. A partial revision of Paullinia (Sapindaceae) for Ecuador, Perú, and Bolivia  Chicago: Field Museum of Natural History. (libro, Vol. 36) Universidad de Illinois Urbana Champaign.

- Simpson, Donald R., & David Janos. Families of Dicotyledons of the Western Hemisphere South of the United States. Based on the Punch Card Key to the Families of Dicotyledons of the Western Hemisphere South of the United States